# Organisation non gouvernementale
Ne doit pas être confondu avec Organisation intergouvernementale.
 (décembre 2024).
Une organisation non gouvernementale (ONG) est une structure d'intérêt public et à but non lucratif, dont la forme juridique est généralement, selon les pays, une association à but non lucratif ou une fondation à but non lucratif, qui ne relève ni de l'État ni d'institutions internationales. Les ONG n'ont pas le statut de sujet de droit international.
L'habitude est de réserver le terme aux personnes morales à but non lucratif financées par des fonds privés et/ou des subventions publiques. Les principaux critères définissant une ONG sont :
- le but non lucratif de son action ;
- l'indépendance financière (ce qui n'est pas le cas pour toutes car des fonds issus des impôts leur sont versés)
- l'indépendance politique ;
- la notion d'intérêt public (d'utilité publique).

Une ONG est une personne morale qui, bien que n'étant pas un gouvernement, intervient dans le champ national ou international. Les relations juridiques internationales sont traditionnellement des relations uniquement entre États (ou entre Gouvernements). On considère parfois le Comité international de la Croix-Rouge (CICR) comme l'ancêtre des ONG, bien qu'ayant un statut hybride spécifique vis-à-vis des États.
Dans le cas d'organisations internationales, on parle également d'Association de solidarité internationale (ASI) ou d'organisations non gouvernementales internationales. En France, le secteur des ASI emploie près de 51 000 personnes en équivalent temps-plein dont 71% de salariés.

## Histoire
Les organisations internationales non gouvernementales ont une histoire qui remonte au moins à 1839
L'Institut de droit international est créé en 1873, à Gand et reçoit le prix Nobel de la paix en 1904 ; l'Union interparlementaire est créée en 1889 ; le Bureau international de la paix (prix Nobel de la paix en 1910) est créé à Berne en 1892.
Rotary, futur Rotary International, est fondé en 1917. Il a été estimé qu'en 1978 il y avait 1083 ONG.
Les ONG internationales ont été importantes dans le mouvement anti-esclavagiste et le mouvement pour le vote des femmes, et ont atteint leur apogée au moment de la Conférence mondiale pour le désarmement.
Cependant, l'expression organisation non gouvernementale n'est entrée dans le langage courant qu'avec la création de l'Organisation des Nations unies en 1945 avec les dispositions de l'article 71 du chapitre 10 de la Charte des Nations unies qui donne un rôle consultatif à des organisations qui ne sont ni les gouvernements ni les États membres.
La définition de l'« ONG internationale » (OING) est d'abord donnée dans la résolution 288 (X) de l'ECOSOC le 27 février 1950 : elle est définie comme « toute organisation internationale qui n'est pas fondée par un traité international ».
Le rôle vital des ONG et d'autres « grands groupes » dans le développement durable a été reconnu dans le chapitre 27 d'Action 21, conduisant à l'intensification des relations consultatives entre l'ONU et les ONG.
En l'absence de critères objectifs de la nature d'une ONG, la plupart des organisations intergouvernementales internationales (ONU, Union européenne, etc.) ont dressé une liste des ONG qu'elles reconnaissent comme des interlocuteurs valables. L'entrée, et éventuellement la sortie, d'une organisation de ces listes est soumise à un processus complexe. Le Conseil économique et social (ECOSOC) à l'ONU possède un comité permanent, le comité chargé des ONG qui est chargé de valider le statut des ONG en vue de leur collaboration avec cette instance. Le statut consultatif est divisé en plusieurs catégories : générale, spéciale et roster.
En 2006, 2 727 ONG ont le statut consultatif dit « statut ECOSOC » et 400 sont accréditées auprès de la Commission du développement durable.
Suivant les contextes du terrain, d’autres organes des Nations unies peuvent aussi coordonner les différentes actions et accréditer des ONG : Office for the Coordination of Humanitarian Affairs (OCHA), Haut Commissariat des Nations unies pour les réfugiés (HCR), OMS, OMPI, FAO.
Certains dévoiements fragilisent la reconnaissance du statut et des actions des ONGs, en compliquant leur travail de terrain. En effet, des ONGs ont été utilisées comme « sociétés écrans » par certains gouvernements, notamment des États-Unis. Pour l’ancien fonctionnaire du département d’État William Blum, les organisations « non gouvernementales font partie de l’image et du mythe (…) elles contribuent à conserver à l’étranger un niveau de crédibilité qu’une agence officielle ne pourrait atteindre ». Depuis les années 1980, la CIA délègue ses activités de propagande à des ONG.

## Les différentes ONG et leurs domaines d'intervention
Ces associations concernent les Droits de l’Homme (Amnesty International, ACAT, ATD Quart Monde ou Human Rights Watch), la lutte contre la faim (Action contre la faim), l'accès à l'eau potable, lutte contre les maladies (AMREF Flying Doctors), la protection des enfants (Plan International France, Fondation Terre des hommes, Vision Mondiale), la scolarité (Aide et Action), l’économie mondiale (Mouvements altermondialistes comme ATTAC), la lutte contre la pauvreté (ADA), l’écologie et la protection de la nature (Les Amis de la Terre, Greenpeace, Sea Shepherd Conservation Society ou WWF), ou encore la lutte contre la corruption (Transparency International). Ces organisations sont en si grand nombre qu’elles couvrent tout le spectre politique, social et philosophique et anthropologique, y compris parfois pour la défense d’intérêts très restreints.
Les ONG ont différents domaines d'intervention, ce qui conduit à les classer dans au moins deux grandes catégories :
- les ONG de plaidoyer, comme RENAF ou Human Rights Watch.
- les ONG humanitaires. Elles mettent en place des programmes d’aides, éducatives ou caritatives par exemple. Les ONG de ce dernier type se regroupent parfois en collectifs, en plateformes ou en réseaux suivant leur domaine d’intervention ou particularités (Coordination Sud, ASAH, CRID, etc.).

Les ONG humanitaires peuvent elles-mêmes se subdiviser en deux grands domaines d'intervention :
- les ONG caritatives (Médecins sans frontières, Médecins du monde, la FISCR, le CICR, Handicap International, Solidarités International, ALIMA, etc.), souvent spécialisées dans l’aide d’urgence ; une partie d'entre elles sont à base confessionnelle, comme le Secours catholique, ou le Secours islamique France ;
- les ONG de développement (Plan International France, CCFD-Terre Solidaire, GERES, Le Gret, Association universelle d'espéranto, ACF, Heifer International, etc.) engagées sur des programmes à long terme. En général ces dernières sont plus discrètes, les ONG d’urgence étant souvent plus médiatisées.

Certaines ONG internationales ont une approche dite « globale », intervenant à la fois sur des urgences humanitaires, des programmes de développement et des activités de plaidoyer (Oxfam international, CARE, etc.). De même, la distinction entre les Organisations de Solidarité Internationale (OSI) et les Organisations de Solidarité Internationale des Migrants (OSIM) a permis de rendre visibles les actions initiées par les organisations créées ou animées par des personnes vivant hors des pays d'origine, mais qui agissent pour promouvoir des initiatives de développement en lien avec leurs pays d'origine.

## Relations entre ONG et autres institutions
La Banque mondiale constate que « les ONG prennent de plus en plus part aux processus de développement économique et social, et que les lois et règlements des États concernant les ONG sont très divers et parfois susceptibles d’étouffer leurs activités et leur croissance ». Afin d’encourager le développement des ONG et de leurs « activités de coopération, facteurs d’amélioration et d’élargissement de l’aide au développement », la Banque mondiale émet « une série de recommandations générales aux États en matière juridique, destinées à garantir aux ONG une existence et un fonctionnement sans entrave, indépendamment de l’État et de manière transparente et responsable ».
En 1994, dans son livre Somalia: The Missed Opportunities (Somalie : les occasions manquées) dans lequel il analyse les raisons de l'échec de l'intervention de l'ONU en Somalie en 1992, l'ancien ambassadeur algérien Mohamed Sahnoun raconte que, lorsque les Nations unies ont voulu fournir une aide humanitaire, leur performance a été largement dépassée par celles des organisations non gouvernementales, dont la compétence et le dévouement ont mis en évidence par contraste la prudence excessive et l'inefficacité bureaucratique des Nations unies - dont les responsables du programme en Somalie restaient confinés dans leurs bureaux de Nairobi, au Kenya, loin des risques du terrain.

## Des actions récompensées
L’action des ONG reste cependant globalement bénéfique pour les populations auxquelles elles s’adressent.
En 1974, le président d'Amnesty international reçoit le prix Nobel de la paix. En 1977, c'est l'organisation elle-même qui reçoit ce prix Nobel.
En 1997, la Campagne internationale pour l’interdiction des mines antipersonnel, cofondée par 6 ONG dont Handicap International se voit décerner le prix Nobel de la paix avec sa coordinatrice Jody Williams.
En 1999, également, l’ONG Médecins sans frontières reçoit le prix Nobel de la paix.
En 2008, l'année de son 30e anniversaire, Human Rights Watch a reçu le Prix 2008 des Droits de l'Homme des Nations unies.

## Professionnalisation des ONG
Depuis la fin des années 1990, on a assisté à une montée en puissance des ONG : médiatisation des besoins, recours à l’humanitaire après des opérations armées…
Les ONG disposent de plus en plus de compétences techniques, qui les rendent crédibles et leur permettent d’être consultées et écoutées lors des grandes réunions internationales.
Depuis les années 2000, de grandes entreprises privées signent des partenariats avec des ONG de façon à acquérir une vision plus globale de l’environnement mondialisé, et afin de disposer de compétences les aidant à mieux percevoir les attentes des consommateurs et des marchés. Ceci est plus perceptible dans le monde britannique et japonais.
Les ONG doivent répondre encore plus professionnellement que par le passé. Certaines organisations françaises se sont un peu rapprochées du système anglais (emploi salarié alors qu’avant le volontariat était la règle), et se tournent vers des candidats qui présentent des connaissances professionnelles dans différents secteurs. Il est devenu impératif, au moins pour des ONG de taille moyenne à grande, de présenter une expérience professionnelle avant de postuler.
Parmi les profils recherchés, se trouvent des médecins et autres professionnels de la santé, des agronomes, des ingénieurs et techniciens en traitement de l’eau (ingénieurs Watsan), des professionnels du BTP (routes, constructions), des logisticiens, des techniciens radio dans le milieu de catastrophe, des informaticiens, des administrateurs et des comptables…
Afin de répondre à ce besoin de professionnalisation des ONG, de plus en plus d’universités et écoles mettent en place des formations spécifiques aux ONG, en plus des formations existantes (cursus d’une ou plusieurs années dans des écoles dédiées, telles que Bioforce à Lyon ou encore l'IFAID (Institut de Formation et d'Appui aux Initiatives de Développement), à Bordeaux, ou encore la Licence professionnelle mention conduite de projets internationaux de codéveloppement à Besançon).
Cependant, compte tenu des évolutions en cours et de certaines remises en question concernant les liens officiels et/ou officieux entre ONG, Banque Mondiale et FMI apparaissent également des formations spécialisées dans l'observation des ONG, telle celle proposée à Bac+3 par l'ESCA-INFORS de Montpellier (ONG : Audit et contrôle de gestion).

## Évaluation des ONG
Les ONG peuvent être évaluées :
- en interne ;
- en externe par un bailleur de fonds ;
- en externe par un organisme public, comme un organisme de contrôle des comptes publics ou un service des impôts,
- par des structures externes diverses.

En France, il existe le Label IDEAS délivré par un Comité Label indépendant de l'association IDEAS. Ce Label atteste d'un bon niveau de conformité de l'organisme au Guide des Bonnes Pratiques qui couvre les trois champs : gouvernance, gestion financière et efficacité de l'action. L'objectif visé est l'optimisation des bonnes pratiques.

## Journée internationale
La journée mondiale des ONG est organisée tous les 27 février. Elle a été déclarée le 17 avril 2010 par douze pays et reconnue internationalement le 27 février 2014 à Helsinki (Finlande) par Helen Clark, Administrateur du Programme des Nations Unies pour le développement (PNUD) qui a félicité la Journée mondiale des ONG et souligné l'importance du secteur des ONG pour l'ONU par l'intermédiaire de son discours,.

## Relations antagonistes et dérives possibles
Les relations entre le monde des affaires, les gouvernements et les ONG sont souvent compliquées, antagonistes, et peuvent créer une dépendance des ONG vis-à-vis des États donateurs. En effet, les ONG de développement implémentent des projets à la suite d'un appel d'offres des donateurs. La concurrence des Organisations « Non Gouvernementales » les unes avec les autres peut réduire leur rôle à l'application des décisions des États.
Considérant la multitude d’ONG, des dérives peuvent être déplorées, aussi bien dans leurs pays d’origine que dans leurs pays d’intervention. Des critiques peuvent porter sur l’appropriation de ressources rares, comme l’eau ou l’énergie, pour les besoins du fonctionnement propre de l’organisation. Ces critiques s’apparentent aux critiques faites à une entreprise privée classique installée dans un pays du tiers-monde.
Un autre point est l’éventuel écart de salaires, de revenus ou d’indemnités : dans certains cas les expatriés salariés (à l'exclusion des bénévoles) peuvent percevoir un salaire supérieur aux revenus habituels du pays. Mais dans d'autres cas, c'est la situation inverse qui prévaut : le personnel des organisations humanitaires est moins bien rémunéré que dans l'administration ou le secteur privé marchand.
Des critiques sont apparues au moment de la professionnalisation des actions humanitaires, à la fin des années 1990 et au début des années 2000.
Le politologue Frédéric Thomas relève que plus une catastrophe est médiatisée, plus celle-ci attire d'organisation humanitaires. Or, « en janvier 2006, une étude sur le traitement de l’information par une soixantaine de journaux et d’hebdomadaires dans neuf pays occidentaux concluait à l’absence de lien entre l’ampleur d’une catastrophe et sa couverture médiatique, cette dernière étant liée à des considérations économiques et stratégiques des États du Nord. Ainsi, l’impact du tsunami de 2004 dans l’océan Indien sur l’industrie touristique occupa une place disproportionnée dans les médias ».